# Peritoma serrulatum
Peritoma serrulatum är en paradisblomsterväxtart som beskrevs av Dc. Peritoma serrulatum ingår i släktet Peritoma och familjen paradisblomsterväxter. Inga underarter finns listade i Catalogue of Life.